# Euzébius Chinekezy Ogbonna Managwu
Euzébius Chinekezy Ogbonna Managwu (N'Djamena, Chade, 13 de dezembro de 1959) é um clérigo católico romano gabonês e bispo de Port-Gentil.
Euzébius Chinekezy Ogbonna Managwu nasceu no Chade, filho de pais nigerianos, e emigrou para o Gabão com a família ainda criança. Crescendo e conhecendo a cultura local, frequentou a escola católica e, durante algum tempo, também a universidade estadual de Libreville. Entrou no seminário masculino de Libreville e depois estudou no seminário de Brazzaville de 1985 a 1992. Em 1º de novembro de 1992, recebeu o sacramento da ordenação para a Arquidiocese de Libreville.
O Papa Francisco nomeou-o Bispo de Port-Gentil em 12 de janeiro de 2016. Foi ordenado bispo pelo Arcebispo de Libreville, Basile Mvé Engone, em 3 de abril do mesmo ano. Os co-consagradores foram o Arcebispo de Owerri, Anthony John Valentine Obinna, e o Bispo de Kinkala, Louis Portella Mbuyu.